# 鹿角街道
鹿角街道（かづのかいどう）は、岩手県盛岡市から同県八幡平市を経て、秋田県鹿角市、大館市に至る道路。津軽街道の別称があるが、南部家文書など江戸期の文書には見当たらず、この名称が用いられるようになったのは明治10年代以降とされる。

## 概要
幕政時代、鹿角街道は、盛岡藩の古文書では「鹿角往来」「鹿角道」と呼び、久保田藩（秋田藩）で「南部道」「南部街道」と称していた。その道筋は陸奥国盛岡城下を発して岩手郡に入り、寺田、荒屋、田山を経て鹿角郡に入り、米代川沿いに花輪、神田、松山を通って、土深井から藩境を越えて、久保田藩領の十二所、扇田へと向かう、北奥羽の横断路線であった。しかし、岩手山麓の広漠たる一本木原や七時雨山（七時雨峠）の難所越え、分水嶺の梨ノ木峠、岩山を縫う湯瀬の岨道など、この道は大道ばかりではなかった。
久保田藩内の鹿角街道は終点近くで、扇田村、二井田村、三浦、櫃崎、赤石、板戸と続き、板戸からは米代川を船で渡り、横岩の近くで羽州街道と合流した。この周辺では、板沢に板沢一里塚が道の両側に残されている。また、三浦集落から二井田村方面の道路右手にケラ木森一里塚が現存している。
湯瀬渓谷（鹿角市）では、全長4.6kmに渡り渓流沿いの道が散策路として整備されている。

## 歴史
元慶の乱において、鎮守将軍小野春風、陸奥権介坂上好蔭が「陸奥の路を取りて上津野（鹿角）村に入り、 両国の兵と首尾を夾み攻めん」とし、好蔭は「兵二千人を率い流霞道より秋田営に至」り、春風は「先ず上津野に入り賊類を教諭し皆降服」せしめている。この時の「流霞道」が鹿角街道の初出と思われる。「流霞道」について、高橋富雄は、「霞は霰の字を誤ったものでナガレシグレ道と読むのであろう」とし、またナガシグレ道とは現在の七時雨山の麓を通る道であるとした。
鹿角郡において慶長初期（17世紀初頭）以降金山開発が興ったことを契機として整備され、その後も尾去沢鉱山から盛岡城下まで銅を運搬する重要な街道として整備された。
また尾去沢鉱山の鉱物の搬出路として、花輪から毛馬内・大湯を経て、さらに来満峠を越え現青森県の田子（たっこ）・三戸奥州街道に合流する「来満街道（来満越え）」も整備された。
荒屋新町宿（八幡平市安代）から分岐して浄法寺を経て福岡宿（二戸市五日市）で奥州街道に接続する道筋は「浄法寺街道」と呼ばれ、上山守古『両鹿角扈従日記』には「荒屋より二丁程、追分、右は浄法寺道・左は鹿角道」と記されている。
1996年（平成8年）11月、梨ノ木峠（岩手県八幡平市)）～ 湯谷峡谷（秋田県鹿角市）が文化庁「歴史の道百選」のひとつ『鹿角・南部街道―梨ノ木峠越』として選定された。

## 宿場・伝馬継所
- 盛岡城下（岩手県盛岡市）
- 田頭（以下岩手県八幡平市）
- 寺田
- 新谷町
- 田山
- 湯瀬（以下秋田県鹿角市）
- 大里
- 花輪
- 神田
- 毛馬内
- 松山
- 秋田領沢尻（以下秋田県大館市）
- 十二所
- 扇田

## 番所
- 折壁（岩手県八幡平市）
- 花輪代官所（秋田県鹿角市）
- 濁川御境番所（秋田県鹿角市）
- 十二所（秋田県大館市）

## 一里塚
- 塚ノ根（岩手県盛岡市）
- 巣子
- 菊塚（岩手県滝沢市）
- 表平塚
- 細越塚
- 向坂（岩手県八幡平市）
- 山崎
- 野口
- 新田
- 留之沢
- 七時雨
- 荒屋
- 曲田
- ケラ木森一里塚（三浦の一里塚）（秋田県大館市）
- 板沢一里塚

## 峠
- 梨ノ木峠
- 貝梨峠
- 七時雨峠(車之走峠)
- 大場谷地峠

## 参考資料
- 『岩手県史 第五巻 近世篇 2』岩手県、1963年1月30日。
- 「角川日本地名大辞典」編纂委員会『角川日本地名大辞典 2 青森県』角川書店、1985年12月1日。ISBN 4040010205。
- 「角川日本地名大辞典」編纂委員会『角川日本地名大辞典 3 岩手県』角川書店、1985年3月8日。ISBN 4040010302。
- 「角川日本地名大辞典」編纂委員会『角川日本地名大辞典 5 秋田県』角川書店、1980年3月8日。ISBN 4040010507。
- 『日本山名辞典』三省堂、2011年8月10日。ISBN 978-4-385-15428-2。